# Дзядошиці
Дзядошиці (пол. Dziadoszyce) — село в Польщі, у гміні Кожухув Новосольського повіту Любуського воєводства.
Населення — 62 особи (2011).
У 1975-1998 роках село належало до Зеленогурського воєводства.

## Демографія
Демографічна структура станом на 31 березня 2011 року:
|          | Загалом | Допрацездатний вік | Працездатний вік | Постпрацездатний вік |
| -------- | ------- | ------------------ | ---------------- | -------------------- |
| Чоловіки | 36      | 8                  | 26               | 2                    |
| Жінки    | 26      | 4                  | 16               | 6                    |
| Разом    | 62      | 12                 | 42               | 8                    |